# Marienstraße (Köln)
Die Marienstraße liegt im Kölner Stadtteil Ehrenfeld.
Die Marienstraße ist 973,79 m lang und verläuft zwischen Schönsteinstraße und Subbelrather Straße. Dabei kreuzt sie die Senefelderstraße, Platenstraße, Lessingstraße, Leyendeckerstraße und Alpener Straße. Von ihr gehen die Goswin-Peter-Gath-Straße und Hackländerstraße ab. In der  Marienstraße stehen 24 teils kernsanierte, denkmalgeschützte Altbauhäuser. Aufgestellte Sitzgelegenheiten laden zum Flanieren und zum Verweilen ein.
Die Straße befindet sich in der 30er Zone und ist teilweise eine Einbahnstraße. Die Marienstraße hat auf beiden Straßenseiten einen Bürgersteig. Straße in der Nacht (nach Zeitplan oder Helligkeit) beleuchtet.
Die Häuser der Marienstraße 19 bis 23 sind auch ein wichtiger Teil der Kölner Stadtgeschichte mit Hausbesetzungen. Die Häuser waren Werkswohnungen der Mauserfabrik, die diese wegen dem Umzug der Farik nach Brühl an den Kölner Immobilienpekulanten Franz Kaiser verkauften. Er ließ die Häuser leer stehen und sie wurden in der Folge besetzt und bleiben es über viele Jahre. Die Häuser zählen zu den ältesten autonom bewohnten Gebäuden in Köln. Teile, wie die ehemalige Kantine der Mauserfabrik in der Marienstraße wurde auch z. T. auch durch die Polizei wieder geräumt.
Die Marienstraße gilt deshalb als ein Symbol für autonome Wohnprojekte und ist ein wichtiger Teil der Kölner Kulturlandschaft.

## Geschichte des Straßennames
Die Straße wurde noch vor 1900 nach Maria Agnes Noe, geb. Hülscher benannt. Sie war die Ehefrau des Sanitätsrates und Stadtverordneten Fritz Noe. Die Familie besaß in der Straße sechs Häuser. Der historische Name dieser Straße ist Hoppestraße.

## Denkmalschutz
Die Gebäude 1b, 1c, 1d, 2, 3d,4, 12, 14, 24, 39, 41, 43, 45, 47, 49, 54, 58, 60, 64, 66, 70, 72, 84, 120–134, 123–129, 161 stehen unter Denkmalschutz, siehe hierzu Liste der Baudenkmäler im Kölner Stadtteil Ehrenfeld/M–R.
Die Häuser in der Marienstraße 123–129 wurden 1927 bis 1928 vom Architekten Otto Müller-Jena mit klarer Linienführung und verputzten Fassaden entworfen.

## Postleitzahl
Die Marienstraße liegt im Postleitzahlenbereich 50825.

## Geschäfte und Praxen
In der Straße findet man Lebensmittelgeschäfte, Restaurants, Imbisse, Cafés, ein Umzugsunternehmen, ein Versicherungsunternehmen, eine Restaurierungswerkstätte, ein Friseursalon,  ein Kindergarten und ein Fotografiestudio.